# Cercyonis okius
Cercyonis okius är en fjärilsart som beskrevs av Charles Oberthür. Cercyonis okius ingår i släktet Cercyonis och familjen praktfjärilar. Inga underarter finns listade i Catalogue of Life.